# Zapatova armáda národního osvobození
Zapatova armáda národního osvobození (EZLN – Ejército Zapatista de Liberación Nacional) je guerillové hnutí pojmenované po bojovníku Emilianu Zapatovi. Toto hnutí působí v horských oblastech mexického státu Chiapas a přilehlé Guatemale. Je to největší mexická odbojová skupina prosazující základní práva a zájmy menšin, zejména indiánů, na národní úrovni. Toto ozbrojené hnutí má po celém světě mnoho příznivců. Ideovým vůdcem, tzv. zástupcem velitele, je subcomandante Marcos, který od května 2014 vystupuje pod jménem subcomandante Galeano. Hnutí se dělí na dvě křídla. Ozbrojené působící v horách Chiapasu a umírněné vystupuje jako politická strana (FZLN – Frente Zapatista de Liberación Nacional). Zapatisté působí i na internetu a bojují globálně pomocí masmédií za svoje cíle.

## Historie
Zapatistické hnutí působí v Chiapasu od počátku devadesátých let. Historie „novodobých” zapatistů však sahá do 70. let. V letech 1971–1972 působila v Ciudad de México nevelká skupina Frente Urban Zapatista (FUZ), tedy Zapatova městská strana. Jejím zakladatelem byl Rigoberto Lorence, který byl i vůdcem malé skupinky mladých lidí, kteří si říkali Los Lacandones, jménem jednoho z mnoha chiapaských indiánských kmenů. Tato malá skupinka organizovala loupeže za účelem získání peněz pro Lorencovu FUZ. Tyto dvě skupiny však byly zlikvidovány. V lednu 1972 byl totiž uvězněn Francisco López, jeden z vůdců FUZ, který měl na svědomí několik únosů politiků. V témž roce však slavila úspěch Ozbrojená revoluční fronta Emiliana Zapaty (FAREZ). Její stoupenci totiž v červenci zavraždili západoněmeckého experta FAO v mexickém státě Guerrero a 23. srpna 1976 zaútočili na vojenský konvoj u Acapulca. V tomto střetu přišlo o život šest vojáků.
Poté se tato organizace na třináct let odmlčela. Na přelomu let 1989–1990 se objevila v horách státu Chiapas. Organizaci se podařilo proniknout mezi indiány a získat si je, což není vůbec jednoduché, protože indiáni neradi někoho mezi sebe pouštějí. To, že stoupenci Zapatovy fronty pronikli mezi indiány, bylo zřejmě zaviněno jejich špatnou sociální situací. Docházelo zde také k různým útokům na indiány tzv. „bílými gardami“, které sloužily jako ochrana pozemků bohatých míšenců a boháčů. Proč se ale zapatisté objevili až po třinácti letech a proč si vybrali právě Chiapas? První otázka asi zůstane záhadou. Možná došlo k úplné transformaci skupiny, nevíme. Na druhou je odpověď docela prostá. Mohli se zde totiž ukrýt v horách pokrytých tropickým pralesem. Snad i šli v tradici Mexického povstaleckého vojska, které bylo odhaleno v roce 1970. Toto hnutí totiž mělo v chiapaských horách své výcvikové tábory. Dalším důvodem bylo asi to, že se zde ukrývali stoupenci obdobné organizace z Guatemaly, kteří mohli mexické zapatisty podpořit.

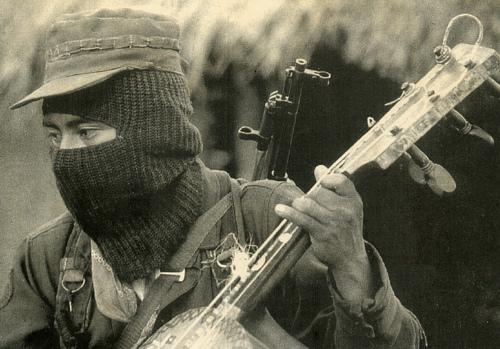
Maskovaný zapatista hrající na třístrunnou mexickou kytaru.

V roce 1990 vydali zapatisté prohlášení, ve kterém propagovali „svržení režimu a převzetí vlády lidem“. Na Nový rok 1994 obsadilo 2000 povstalců chiapaská města San Cristóbal de las Casas, Ocosingo, Altamirano, Las Margaritas, Chanal, Oxctuc a Huixtna. V Ocosingu bylo zcizeno národní ropné společnosti PEMEX neuvěřitelných jeden a půl miliardy kilogramů dynamitu. Po několik dalších dní vybírali povstalci válečnou daň od projíždějících automobilů a některé i zabavovali. Také se jim podařilo unést chiapaského guvernéra Absolóna Castellanose, kterého přiměli, aby zakusil práci na kukuřičném poli a potom ho propustili. Povstalce po několika dnech zatlačilo do hor dvanáct tisíc vojáků. Byla uzavřena hranice s Guatemalou, aby nedošlo ke spolupráci s guatemalskými povstalci.
Začalo vyjednávání. Zapatisté požadovali nové volby, pozemkovou reformu a zlepšení politické a hospodářské situace v Chiapasu. Bylo vyhlášeno příměří, ale požadavky zapatistů nebyly splněny.
Celkem v tomto střetu přišlo o život 150 lidí. Je nutno dodat, že povstalci měli i zahraniční pomoc, převážně od levicových skupin.
V červenci 1996 uspořádalo umírněné křídlo EZLN v San Cristóbalu „Fórum za lidskost“. Zúčastnilo se ho na 4000 lidí z celého světa, převážně levicového smýšlení. Mezi zúčastněnými byli zástupci z Kuby, Kurdů, ale také manželka bývalého francouzského prezidenta Françoise Mitteranda.
Dne 9. září 1997 se vydalo 1111 členů EZLN a Indiánského národního kongresu na pochod do hlavního města, kde poté jednali o své situaci a o vzniku vlastní politické strany.
V prosinci 1997 došlo k dalšímu vystupňování napětí ve státě. 29. prosince se totiž přesunulo 4000 Indiánů Tzotzilů a několik set stoupenců PRI (Partido Revolucionario Institucional – levicová politická strana) do zapatistické kolonie Polto, ze strachu před vražděním. 20. února téhož roku totiž došlo k zavraždění 45 stoupenců EZLN, přívrženci PRI.
Dne 5. ledna 1998 došlo k protestnímu obsazení burzy a dvou rozhlasových stanic v hlavním městě dvěma sty přívrženci EZLN. Výsledkem bylo odstoupení Emilia Chuayffeta, ministra vnitra.
Na podzim 2000, kdy nastoupil do úřadu nový prezident Vincente Fox, slíbil řešit indiánské otázky a navrhl obnovení jednání se zapatisty, které bylo ukončeno za vlády jeho předchůdce Ernesta Zedilla.